# Myriam Abel

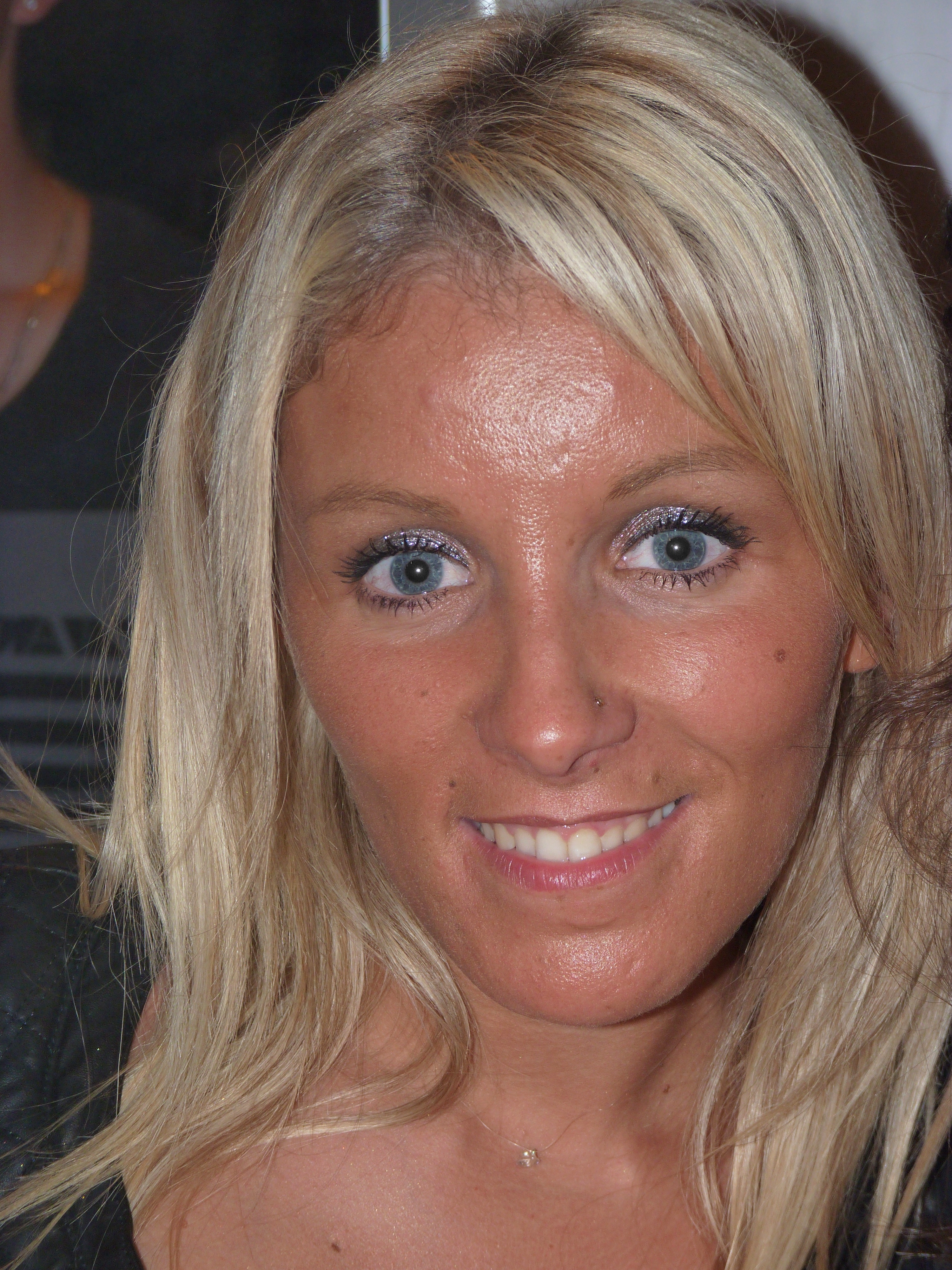
Myriam Abel (2012)

Myriam Abel (* 15. Mai 1981 in La Grand-Combe, Département Gard als Myriam Abdelhamid) ist eine französische Sängerin. Sie wurde bekannt als Gewinnerin der dritten Staffel der Sendung Nouvelle Star.

## Leben
In ihrer Jugend nahm Myriam Abel an verschiedenen Fernsehsendungen und Castings teil, unter anderem Je passe à la télé, la Rose d'Or d'Antibes, Graines de star und La Chance aux chansons.
Im November 1999 wurde sie von Disney dazu ausgewählt, unter dem Pseudonym Myriam Morea Quand elle m'aimait encore zu singen, die Filmmusik zu Toy Story 2.
2005 gewann sie die dritte Staffel der Sendung Nouvelle Star, der französischen Ausgabe von Pop Idol. Dies bot ihr die Möglichkeit ein Album bei Sony BMG herauszubringen. Jedoch wurde nach ihrem Sieg bekannt, dass sie bereits einen Plattenvertrag bei Outcom Production unterschrieben hatte. Dies widersprach der Grundidee der Sendung, die für nichtprofessionelle Sänger gedacht ist, und verhinderte gleichzeitig eine schnelle Veröffentlichung eines Debütalbums nach ihrem Sieg.
Letztendlich brachte sie dann aber doch Ende 2005 die Single Donne heraus, die von Lara Fabian und Jean-Félix Lalanne geschrieben wurde. Kurz darauf wurde sie wegen Rechtsproblemen von der Plattenfirma zurückgezogen, um später wieder neu veröffentlicht zu werden. Das mit zwei Monaten Verspätung vorgestellte Album La vie devant toi erreichte „nur“ Platz 9 der Albumcharts, was unter den Erwartungen von Sony BMG war. Es wurde mit der zweiten Single Baby Can I Hold You, einer Coverversion von Tracy Chapman, im Sommer 2006 neuveröffentlicht.
Donne verkaufte sich schließlich über 100.000 Mal, Baby Can I Hold You hingegen erlangte nur einen kurzen, mittelmäßigen Erfolg.

## Diskografie
- 2005: La vie devant toi
- 2005: Donne
- 2006: Baby Can I Hold You